# Fortuneswell
Fortuneswell – osada w Anglii, w hrabstwie Dorset, na wyspie Portland. Leży 17 km od miasta Dorchester. W 2016 miejscowość liczyła 3606 mieszkańców.